# Pascal Thomas
Pascal Thomas   (Montargis, 2 d'abril de 1945) és un actor, director de cinema, guionista i productor francès.

## Biografia
No seguint el consell que li havia donat Jacques Chardonne: «Sobretot, res de periodisme! », entra el 1965 a París Presse, després al  Nouveau Candide . Escriu també per a Réalités, Elle, Marie-Claire, Lui, etc.
A Montargis, amb el seu professor de francès, Roland Duval, que serà col·laborador de les seves primeres pel·lícules, crea un cine-club i participa en «VO» (Vicinal Ordinaire de l'actualité cinematographique), una revista de cinema, iconoclasta i provocadora de la qual els blancs són, entre altres: Antonioni, Les Cahiers du cinema, Télérama … i altres falses institucions.
Crea el 1967, amb el dibuixant Guy Peellaert, Pravda la Survireuse, còmic que s'inspira en Françoise Hardy per donar una cara a l'heroïna, emblemàtica dels anys Pop Art, roda nombrosos temes per a Dim Dam Dom , l'emissió de Daisy de Galard i el 1968, realitza una sèrie de reportatges entre els quals, gràcies al seu amic Bobby Seale, la primera pel·lícula sobre els Black Panthers i Huey Newton  llavors empresonat a Alameda County.
Responent al suggeriment de Claude Berri, escriu el seu primer guió, extret d'un episodi d'una novel·la autobiogràfica que no acabarà mai. Aquest guió serà la base del seu primer i únic curtmetratge, El poema de l'alumne Mikovsky , una mena de pròleg en el llargmetratge dirigida en la continuació, Els Zozos  (1972). Pel·lícula sobre l'adolescència amb un to molt nou i molt lliure, apareix als ulls de la crítica com «un clàssic immediat» i coneix un considerable èxit. Triomf confirmat i ampliat per Pleure pas la bouche pleine i Le chaud lapin, que llancen Bernard Menez, després, Confidences per confidences, Celles qu'on n'a pas eues i Les maris, les femmes, les amants.
Diletant per caràcter, Pascal Thomas, abandona momentàniament el cinema per viatjar, col·leccionar (és bibliòfil), i no hi torna fins al 1998 per realitzar una mena d'autoretrat apartat, (el paper és encarnat per una dona, Catherine Frot), La Diletant . Fidel a la seva lleugeresa, passa els anys següents a «papallonejar» i fins i tot a no fer res. President de la Société Française des Directors de Films de 2001 a 2006, retorna vigor i tota la seva força a La Quinzena dels Realitzadors , anant a buscar Olivier que resulta ser un delegat general, molt cinèfil, de bon gust.
Per coronar un cineasta independent, i honorar-lo, inventa Le Carrosse d'or, enviada al Festival de Canes des de feia sis anys, en la cerimònia d'obertura de La Quinzena , a cineastes com Jacques Rozier, Clint Eastwood, Nanni Moretti, Ousmane Sembene, David Cronenberg, Agnès Varda…
Sempre per divertir-se (i divertir!) i fer de manera que es trobi allà on no se l'espera, dirigeix, de 2004 a 2012, quatre adaptacions de novel·les d'Agatha Christie, Mon petit doigt m'a dit…, Le crime és notre affaire i Associés contre el crime… (aquestes tres pel·lícules amb Catherine Frot i André Dussollier) i  L'Hora zero  (amb Danielle Darrieux, Melvil Poupaud, Clement Thomas i Laura Smet) que llancen la moda dels «whodunit», però també de les pel·lícules més secretes (que prefereix) com a Mercredi, folle journée (amb Vincent Lindon i Victoria Lafaurie), Le grand appartement (amb Laetitia Casta, Pierre Arditi, i Mathieu Amalric) i Ensemble, nous allons vivre une très, très grande Història d'amour… (amb Julien Doré i Marina Hands).
Durant molt de temps, Pascal Thomas ha tingut aquesta particularitat de ser un cineasta «sense premi». Aquesta singularitat va acabar, el 2008, data en la qual l'Acadèmia francesa l'ha honorat amb el seu «Gran Premi del Cinema».
Té quatre fills: Émilie Thomas Clement Thomas, Joséphine el Gouvello i Victoria Lafaurie.

## Filmografia[6]

### Director
- 1971: Le Poème de l'élève Mikovsky
- 1973: Els zozòs
- 1973: Pleure pas la bouche pleine
- 1974: Le Chaud Lapin
- 1976: Nono Nénesse
- 1976: La Surprise du cap
- 1977: Un oursin a la poche
- 1977: Un coup de rasoir (TV)
- 1979: Confidences per confidences
- 1979: La Fabrique, un conte de Noël (TV)
- 1981: Celles qu'on n'a pas eues
- 1989: Les Maris, les Femmes, les Amants
- 1991: La Pagaille
- 1999: La Dilettante
- 2001: Mercredi folle journée
- 2005: Mon petit doigt m'a dit...
- 2006: Le Grand Appartement
- 2007: L'Heure zéro
- 2008: Le crime és notre affaire
- 2010: Ensemble nous allons vivre une très très grande histoire d'amour...
- 2012: Associés contre el crime
- 2014: Valentin Valentin

### Guionista
- 1974: Le Chaud Lapin
- 1976: Nono Nénesse
- 1976: La Surprise du cap
- 1977: Un oursin a la poche
- 1979: Confidences per confidences
- 1989: Les Maris, les Femmes, les Amants
- 1991: La Pagaille
- 1999: La Dilettante
- 2001: Mercredi folle journée
- 2005: Mon petit doigt m'a dit...
- 2007: L'Heure zéro
- 2008: Le crime és notre affaire
- 2010: Ensemble, nous allons vivre une très, très grande histoire d'amour...

### Productor
- 1999: La Dilettante

### Actor
- 1996: Beaumarchais, l'insolent: critic de teatre

## Premis i nominacions
Nominacions
- 2009: César al millor guió adaptat per Le crime est notre affaire